# Алексеевка (Щербактинский район)
Алексеевка (каз. Алексеевка) — село в Щербактинском районе Павлодарской области Казахстана. Административный центр Алексеевского сельского округа. Село расположено вблизи границы с Российской Федерацией, в 24 км к северо-востоку от районного центра — села Шарбакты и в 104 км к северо-востоку от областного центра — города Павлодара, на высоте 134 метров над уровнем моря. Код КАТО — 556835100.

## История
Село было одним из первых переселенческих пунктов в Павлодарском уезде. Возникло в 1880-х годах под названием Велико-Княжеское. Жители назвали его Алексеевкой в 1907 году после того, как местный житель Алексеев построил здесь школу (по другой версии — по имени великого князя Алексея).
Алексеевка была центральной усадьбой бывшего мясо-молочного колхоза имени Шевченко, организованного в 1929 году. В 1937 году в селе была организована Шевченковская МТС.

## Население
В 1985 году в селе проживало 1195 человек. В 1999 году численность населения села составляла 1068 человек (490 мужчин и 578 женщин). По данным переписи 2009 года, в селе проживал 671 человек (306 мужчин и 365 женщин).